# Krátka
Krátka je rozložitý uzlový štít v rozsoše Kriváně. Byla vždy málo navštěvovaná, a to spíše zimními výstupy. Dnes se nachází uprostřed rezervace Dolina Suchej vody - Nefcerka, takže na ni nelze vystupovat ze žádné strany, ani s horským vůdcem. Poskytuje poměrně ohraničený výhled, ale Kriváň je z ní impozantní.

## Topografie
Krátka má tři vrcholy: Západný, Prostredný (hlavní) a Východný. Od Ostré ji odděluje Nefcerské sedlo, od Kriváně Špára. Na sever spadá do Nefcerskej doliny, na jihozápad do Kriváňského kotle a na jihovýchod do Doliny Suchej vody. Do Kriváňského kotle ke Kriváňskému Zelenému plesu vedla turistická značka, která byla zrušena v roce 1980. Na jih z Krátké vybíhá poměrně dlouhý a členitý Jamský hrebeň, ve kterém se od severu nachází: Velká Jamská veža, dvě Prostredné Jamské veže, Jamské zuby, dvě Predné Jamské veže, dvě Krátke veže, Krátka vežička, Krátka kopa, dvě Jamské vežičky a dvě Jamské kopy. "Dvě" značí vždy severní a jižní vrchol.

## Několik horolezeckých výstupů
- 1903 První výstup K. Englisch a P. Spitzkopf z Doliny Suchej vody přes Vyšnú Jamskú priehybu, I.
- 1906 První zimní výstup P. Havaš Horníček.
- 1907 První úplný přechod Jamského hrebeňa A. Martin a J. Franz st., Místy III.

Cesty do obtížnosti V + (Prostredná Jamská veža) vedly na věže v Jamskom hrebeni.

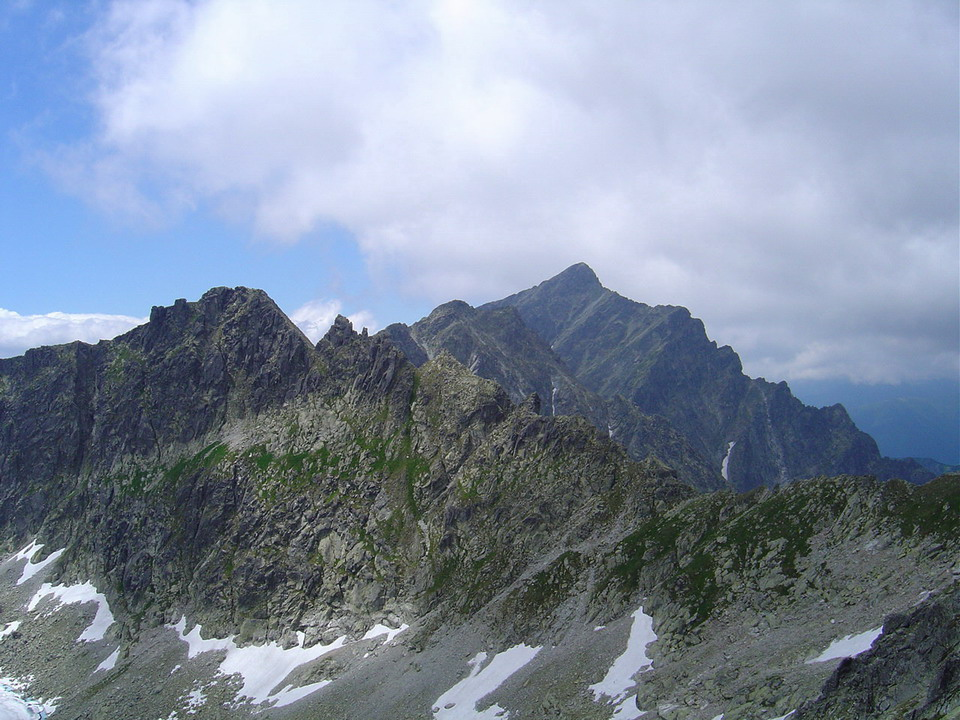
Ostrá, Krátka a Kriváň

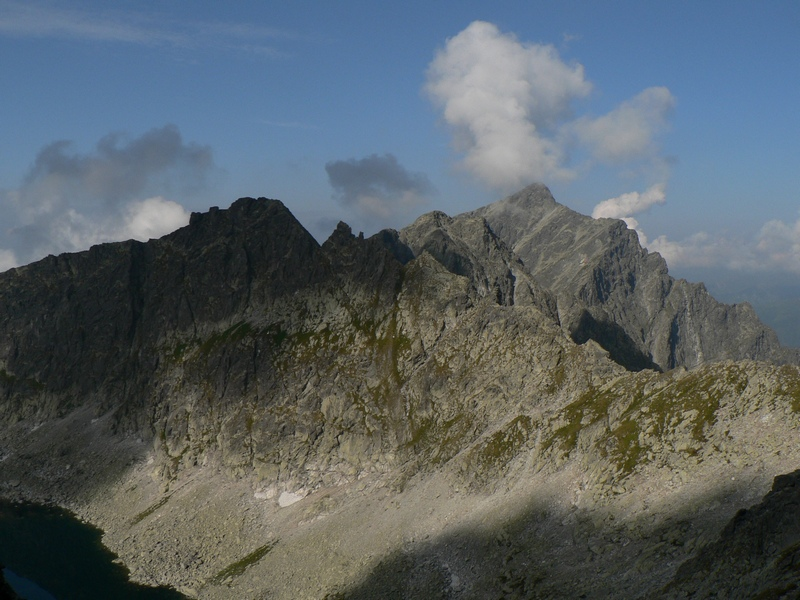
Furkotské veže, Krátka a Kriváň

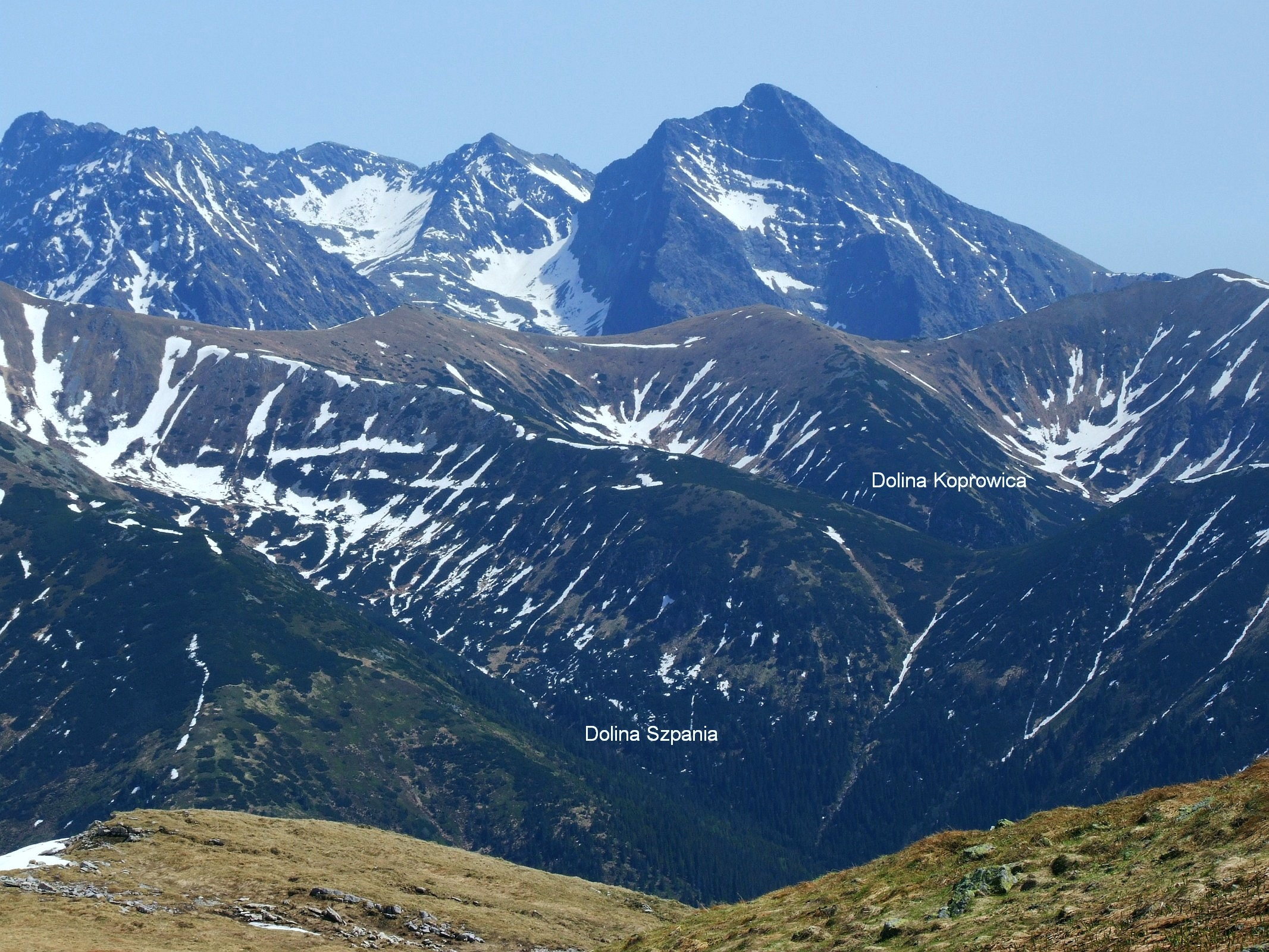
Krátka vlevo od Kriváně